# Валтер Весел
Валтер Весел (на немски: Walter Wessel) (1892 – 1943) е немски офицер служещ и през на двете световни войни.
Между годините на Втората световна война командвал IV. корпус, за което е награден с отличието Рицарски кръст с дъбови листа, връчено му за смелост и признателност към военната служба.
На 20 юли 1943 г. умира от автомобилна катастрофа в близост до Морано, Италия.

## Военна декорация
- Железен кръст – (1914 г.)
  - II степен
  - I степен
- Кръст на честта
- Железен кръст – повторно (1939 г.)
  - II степен
  - I степен
- Медал източен фонт
- Рицарски кръст с дъбови листа
  - Ностиел на Рицарски кръст от 15 август 1940 г. като Полковник и командир на 15-и пехотен полк (мот.)[1]
  - Ностиел на дъбови листа №76 от 17 февруари 1942 г. като Полковник и командир на 15-и пехотен полк (мот.)[2]